# Марлон (телесериал)
«Марлон» (англ. Marlon) — американский ситком премьера которого состоялась на телеканале NBC 16 августа 2017 года.

## Сюжет
Главный герой — незрелый и несерьёзный, но любящий своих детей человек. Он стремится принимать хоть какое-то участие в воспитании отпрысков, что зачастую выглядит весьма комично — ведь он сам ещё больший ребёнок, чем они…

## В ролях
- Марлон Уэйанс — Марлон Уэйн
- Эссенс Аткинс — Эшли Уэйн
- Нотлим Тейлор — Марли Уэйн
- Амир О’Нил — Зак Уэйн
- Бреша Уэбб — Иветт Браун
- Диалло Риддл — Стефандр «Стиви» Ноггл

## Список эпизодов

### Сезон 1 (2017)
| № общий | № в сезоне | Название                   | Режиссёр   | Автор сценария | Дата премьеры   | Зрители в США (млн) |
| ------- | ---------- | -------------------------- | ---------- | -------------- | --------------- | ------------------- |
| 1       | 1          | «Pilot»                    | Неизвестно | Неизвестно     | 16 августа 2016 | 5.27                |
| 2       | 2          | «Cleaning Out the Closet»  | Неизвестно | Неизвестно     | 16 августа 2016 | 4.05                |
| 3       | 3          | «Boys Only Want One Thing» | Неизвестно | Неизвестно     | 23 августа 2016 | 4.59                |
| 4       | 4          | «Exes with Benefits»       | Неизвестно | Неизвестно     | 23 августа 2016 | 3.68                |
| 5       | 5          | «Project Kids»             | Неизвестно | Неизвестно     | 30 августа 2016 | 5.12                |

### Сезон 2 (2018)
| № общий | № в сезоне | Название | Режиссёр | Автор сценария | Дата премьеры | Произв. код | Зрители в США (млн) |
| ------- | ---------- | -------- | -------- | -------------- | ------------- | ----------- | ------------------- |

## Производство

### Разработка
28 сентября 2017 года канал NBC продлил телесериал на второй сезон. Премьера второго сезона телесериала состоялась 14 июня 2018 года. 21 декабря 2018 года канал NBC закрыл ситком после двух сезонов.